# Austrogymnocnemia sarahae
Austrogymnocnemia sarahae är en insektsart som beskrevs av Tim R. New 1985. Austrogymnocnemia sarahae ingår i släktet Austrogymnocnemia och familjen myrlejonsländor. Inga underarter finns listade i Catalogue of Life.